# Тийи-сюр-Сёль (кантон)
Тийи-сюр-Сёль (фр. Tilly-sur-Seulles) — упраздненный кантон во Франции, находился в регионе Нижняя Нормандия. Департамент кантона — Кальвадос. Входил в состав округа Кан. Население кантона на 2006 год составляло 15 513 человек.
Код INSEE кантона 1432. Всего в кантон Тийи-сюр-Сёль входило 22 коммуны, из них главной коммуной являлась Тийи-сюр-Сёль.

## Коммуны кантона
- Одриё — население 953 чел.
- Бретвиль-л’Оргейёз — население 2316 чел.
- Бруэ — население 436 чел.
- Карканьи — население 263 чел.
- Шё — население 1238 чел.
- Кристо — население 202 чел.
- Дюси-Сент-Маргерит — население 144 чел.
- Фонтене-ле-Пенель — население 919 чел.
- Гренвиль-сюр-Одон — население 998 чел.
- Жювиньи-сюр-Сёль — население 64 чел.
- Ле-Мений-Патри — население 269 чел.
- Лусель — население 179 чел.
- Мондренвиль — население 448 чел.
- Муан (Кальвадос) — население 1283 чел.
- Пюто-ан-Бессен — население 374 чел.
- Ро (Кальвадос) — население 1400 чел.
- Сент-Круа-Гран-Тон — население 296 чел.
- Сен-Манвьё-Норре — население 1723 чел.
- Сен-Вааст-сюр-Сёль — население 140 чел.
- Тессель (Кальвадос) — население 243 чел.
- Тийи-сюр-Сёль — население 1325 чел.
- Ванд (Кальвадос) — население 300 чел.